# Lijst van afleveringen van Boardwalk Empire
Dit is een lijst van afleveringen van de Amerikaanse televisieserie Boardwalk Empire. Een overzicht van alle afleveringen is hieronder te vinden.

## Seizoen 1
| Nr. | Titel aflevering     | Uitzenddatum VS   | Uitzenddatum NL  | Uitzenddatum BE  | Samenvatting |
| --- | -------------------- | ----------------- | ---------------- | ---------------- | --- |
| 1   | Boardwalk Empire     | 19 september 2010 | 5 december 2010  | 15 februari 2012 | |
| 2   | The Ivory Tower      | 26 september 2010 | 12 december 2010 | 22 februari 2012 | |
| 3   | Broadway Limited     | 3 oktober 2010    | 19 december 2010 | 29 februari 2012 | |
| 4   | Anastasia            | 10 oktober 2010   | 2 januari 2011   | 7 maart 2012     | |
| 5   | Nights in Ballygran  | 17 oktober 2010   | 9 januari 2011   | 21 maart 2012    | |
| 6   | Family Limitation    | 24 oktober 2010   | 16 januari 2011  | 28 maart 2012    | |
| 7   | Home                 | 31 oktober 2010   | 23 januari 2011  | 4 april 2012     | |
| 8   | Hold Me in Paradise  | 7 november 2010   | 30 januari 2011  | 11 april 2012    | |
| 9   | Belle Femme          | 14 november 2010  | 6 februari 2011  | 18 april 2012    | |
| 10  | The Emerald City     | 21 november 2010  | 20 februari 2011 | 25 april 2012    | |
| 11  | Paris Green          | 5 december 2010   | 27 februari 2011 | 2 mei 2012       | Nelson van Alden vermoordt zijn ondergeschikte collega de joodse Sebzo tijdens een doopbijeenkomst in een rivier met tientallen zwarte baptisten als getuigen. Hij komt weg met een hartaanval. Nucky’s voorganger, de vader van Jimmy, ligt op sterven. Een slimme arts constateert arsenicum-vergiftiging en Jimmy confronteert zijn moeder met een door hem gevonden leeg blikje “Paris Green”. Rothstein reist af naar Chicago, waar de bron ligt van de manipulaties met de World Series 1919, het gesprek in sportief Amerika. Angela schrijft Jimmy een afscheidsbrief dat ze naar Parijs vertrekt met haar zoon, maar komt met hangende pootjes terug thuis als liefdespartner Mary verdwenen blijkt. Annabelle haar ondersteuner verliest al zijn geld aan Ponzi. Zij krijgt klagend geld toegestopt van Nucky, maar Margeret denkt er het hare van. Er komt een knallende ruzie tussen Nucky en Margaret over een vermoorde echtgenoot en lysol-spoelingen die Nucky het vaderschap onthouden. Ten einde raad bezoekt Nucky een handlezeres op zijn boulevard. |
| 12  | A Return to Normalcy | 12 december 2010  | 6 maart 2011     | 16 mei 2012      | Nucky moet alle zeilen bijzetten om de verkiezingen in Atlantic City voor de Republikeinen te winnen. Torrio regelt buiten Atlantic City een afspraak tussen de oude vijanden Nucky en Rothstein. Laatstgenoemde staat op het punt het land tijdelijk te ontvluchten wegens het schandaal van de gefixte World Series 1919. Nucky vraagt en krijgt 1 miljoen dollar en de verblijfplaats van de 4 resterende Alessio-broers. In ruil wendt hij met succes zijn invloed aan in Chicago, waar de klacht tegen Arnold Rothstein wordt geseponeerd. Jimmy en zijn vader spannen met Eli samen om Nucky te onttronen. FBI-agent Van Alden wordt geconfronteerd met een zwangere onenightstand Lucy. Margareth krijgt van Nucky intieme informatie over zijn eerste huwelijk en gestorven zoon en besluit uiteindelijk op de verkiezingsavond bij hem terug te keren. De avond loopt fantastisch af voor de Republikeinen in Atlantic City en in de VS. Warren G. Harding wordt de 29e president.                                                                              |

## Seizoen 2
| Nr. | Titel aflevering                 | Uitzenddatum VS   | Uitzenddatum NL  | Samenvatting |
| --- | -------------------------------- | ----------------- | ---------------- | --- |
| 1   | 21                               | 25 september 2011 | 7 oktober 2012   | Jimmy spant met zijn vader en Eli samen tegen Nucky. Ze laten de KKK het drankpakhuis van Chalky overvallen. De overval mislukt deels. Chalky telt 4 doden onder zijn medewerkers en zelf schiet hij een Klan-lid dood bij hun aftocht. Nucky spreekt zowel de zwarte als de blanke gemeenschap toe in hun kerken met twee boodschappen die elkaar tegenspreken. Jimmy is in stilte getrouwd en trekt met zijn gezin in bij zijn vader. De vrouw van FBI-agent Van Alden bezoekt het “Sodom aan Zee” en is er getuige van dat haar man tijdens een intiem etentje het restaurant met veel geweld drooglegt. Na haar vertrek regelt Nelson de arrangementen met Lucy, hoogzwanger van zijn kind. Terwijl Margaret met haar zoon The Kid bezoekt, wordt Nucky onverwachts met veel machtsvertoon gearresteerd inzake verkiezingsfraude. |
| 2   | Ourselves Alone                  | 2 oktober 2011    | 14 oktober 2012  | Nucky komt binnen 1 dag op borgtocht vrij uit de gevangenis. Margaret heeft tijdens het federale doorzoeken van het kantoor van Nucky brutaal 20.000 dollar en zijn logboek met transacties veiliggesteld. Jimmy tast in New York Rothstein af met het doel Nucky te vervangen. Vervolgens speelt hij poker met Luciano en Lansky. Na afloop wordt hij op straat beroofd maar hij doodt zijn twee belagers. De eveneens gearresteerde Chalky wordt overgeplaatst naar een cel met zwarte medegevangenen. In de cel doet hij met zijn natuurlijk gezag een brutale belager snel het onderspit delven. Terug thuis verbrandt Margaret in Nucky's bijzijn het transactieboek in de open haard. Zij geeft hem het geld terug met de raad zijn transacties alleen in zijn hoofd te bewaren. |
| 3   | A Dangerous Maid                 | 9 oktober 2011    | 21 oktober 2012  | Nucky zoekt steun bij de federale openbare aanklager, maar die wijst hem erop dat zijn aanklacht een zaak van de staat New Jersey is. Al Capone komt langs bij Nucky om de samenwerking met zijn baas Torrio op te zeggen. De getipte kustwacht neemt een alcoholzending voor Nucky in beslag. Lucy is door Nelson onder huisarrest geplaatst en zij krijgt bezoek van haar vriend en musicalster Eddie Cantor. Hij laat een script achter van de musical 'A dangerous Maid', waarin hij haar ziet als zijn tegenspeelster. Nelson is woedend als hij het ontdekt, maar stuurt de depressieve Lucy wel een nieuwe platenspeler. Bij nachtclub Babette dineert de gouverneur van New Jersey met Jimmy en zijn vader de Commodore. Als Nucky en Margaret ook binnentreden met de burgemeester en zijn vrouw voorziet Babette moeilijkheden. Die komen er ook als Margaret kreeft wil eten en de ober haar meedeelt dat er geen meer is. Nucky ziet de Commodore kreeft eten en gaat verhaal halen aan de tafel van Jimmy waar hij het bord kreeft in de Commodore's gezicht gooit. Nucky redt zijn imago. Thuis heeft Margaret last van een dienstmeid die te veel weet over haar Ierse verleden. |
| 4   | What Does the Bee Do?            | 16 oktober 2011   | 28 oktober 2012  | Nucky kan zijn alcohol niet meer aan land brengen in Atlantic City. Hij onderhandelt met Arnold Rothstein en wordt doorverwezen naar Philadelphia. Tijdens een striptease van Gillian krijgt haar verkrachter, de Commodore, een beroerte. Gillian verpleegt hem verder thuis en mishandelt hem daarbij voor de verkrachting toen zij dertien was. Het verjaardagsfeest van burgemeester Bader wordt opgeluisterd met bokslegende Jack Dempsey en prachtige escortdames uit Philadelphia. De advocaat van Nucky legt een link met de inzet van deze dames bij de verkiezingen en ziet Nucky tot zijn genoegen zo voor een federale rechtbank verschijnen. Chalky is ook op borgtocht vrij uit de gevangenis, maar ziet zijn gezag ondermijnd thuis en bij zijn achterban. Nucky vraagt hem geduld te hebben, maar dat is iets lastigs. Twee ondergeschikten van Nelson van Alden verdenken hem van corruptie. Ze vinden het vreemd dat de opslag van Doyle niet aangepakt wordt. Ze hebben de pech dat ze in de buurt van de loods zijn als Owen Sleater in opdracht van Nucky de zaak opblaast. |
| 5   | Gimcrack and Bunkum              | 23 oktober 2011   | 4 november 2012  | Jimmy wordt onverwachts door Nucky op het podium gevraagd om als oorlogsheld een toespraak te houden op Memorial Day in Atlantic City. Hij weert zich kranig. Enkele uren later wordt hij tijdens een bijeenkomst met verontruste bejaarde geldschieters vernederd door Parkhurst. Eli ziet het gebeuren en overpeinst zijn loyaliteit. Nucky krijgt de federale procureur-generaal Harry Daugherty op bezoek. Na een partij golf legt laatstgenoemde uit dat de meegebrachte federale aanklager Thorogood hem gaat vervolgen. De overdracht naar de federale overheid zal soepel verlopen waarna de zaak zal worden geseponeerd. Nucky vraagt maar krijgt geen enkele garantie. Zijn broer Eli doet een poging zich te verzoenen met hem, maar dat loopt uit op een worstelpartij op leven en dood. Met een ongeladen geweer scheidt Margaret de kemphanen. Richard Harrow wordt tijdens zijn zelfmoordpoging in een afgelegen bos gestoord door een verdwaalde hond die zijn gezichtsmasker steelt. Hij krijgt zijn masker terug van de baas van de hond. Hij keert terug bij Jimmy. Samen gaan ze geldschieter Parkhurst, die fier is op zijn deelname aan de slag bij Wounded Knee scalperen. Eli begraaft persoonlijk geldschieter O’Neill, die hij in een vlaag van woede heeft gedood. Nucky heeft deze keer moeite met het werk van de escortdames die hij zijn politieke vrienden uit Washington DC heeft verschaft. Die hebben zijn aanklacht naar het federale niveau getild. |
| 6   | The Age of Reason                | 30 oktober 2011   | 11 november 2012 | Nelson heeft problemen met een ondergeschikte collega in het ziekenhuis die met derdegraads brandwonden wartaal uitslaat. Zijn hoogzwangere vriendin Lucy bevalt zelfstandig van een dochter in zijn huis. Uiteindelijk komt Nelson thuis en gaat een dokter halen. Wanneer hij terug is merkt hij dat zijn vrouw Rose, verontrust door wat Nelson haar zei tijdens hun laatste telefoongesprek, zich aan Lucy's kraambed bevindt. Margarets zoon Teddy gaat op voor zijn eerste biecht en ook Margaret moet biechten om haar zoon het goede voorbeeld te geven. Nucky stopt geld in een geïllustreerde kinderbijbel als passend cadeau. In Washington wordt minister van Justitie Daugherty door senator Edge onder druk gezet Nucky harder aan te pakken. Jimmy komt op het spoor van een ingewikkeld dranktransport dat van over zee via Philadelphia naar Atlantic City zal gebeuren. Hij wordt door gangsterbaas Manny Horvitz uit Philly gedwongen een verrader de keel over te snijden. Als ze vervolgens samen het dranktransport overvallen, blijkt dat Meyer Lansky en Lucky Luciano, de voormalige bedgenoot van zijn moeder, het transport bewaken. Horvitz schiet een plaatsgenoot dood maar daar blijft het bij. Jimmy staat Lucky toe dit transport af te leveren. Later zullen ze samen praten over heroïne. |
| 7   | Peg of Old                       | 6 november 2011   | 18 november 2012 | Eli dwingt Jimmy om het besluit te nemen Nucky te liquideren. Al Capone zegt toe een mannetje op de trein vanuit Chicago te zetten om de klus te klaren. Jimmy’s moeder stoeit nog wat verder met Lucky Luciano. Margaret bezoekt haar familie in Brooklyn maar wordt uiteindelijk verstoten door haar broer. Ze zoekt fysieke troost bij Owen, die kort daarvoor een bloedige IRA-opdracht heeft uitgevoerd. Nelson van Alden wordt door Nucky benaderd om de nieuwe federale assistent-procureur Ester Randolph af te luisteren. De aanstelling van deze dame ervaart van Alden als een motie van wantrouwen. Net als Nelson betrekt ze het postkantoor van Atlantic City met het doel een aanklacht tegen Nucky serieus voor te bereiden. De gekwetste Nelson geeft Ester zijn dossier over Nucky. Jimmy benadert Nucky bij Babette, vlak voor het mannetje uit Chicago een moordaanslag op hem pleegt. Deze mislukt door het kordate optreden van een toevallig aanwezige FBI-agent. |
| 8   | Two Boats and a Lifeguard        | 13 november 2011  | 25 november 2012 | Na de mislukte moordaanslag overlegt Nucky met Rothstein en Torrio als oudere bazen onder elkaar. Rothstein adviseert Nucky een tijdje niets te doen omdat zijn kaarten slecht zijn. Ester Randolph praat met Nucky en zijn advocaat over zijn vervolging, in het bijzijn van de FBI-agent die de huurmoordenaar van Nucky doodschoot. Nucky's vader overlijdt van emotie wanneer een medewerker van Ester Randolph bij zijn broer Eli binnenvalt en met een bevelschrift zwaait. Bij het opgebaard lichaam van hun vader voeren Nucky en Eli een onbevredigend twistgesprek. Desgevraagd geeft Jimmy Angela volledig openheid van zaken over zijn doen en laten als dranksmokkelaar. Angela herontdekt haar ingedommelde vrije geest dankzij een ontmoeting op het strand met een vrijgevochten schrijfster. Als Nucky opeens plotseling terugtreedt als penningmeester van Atlantic City krijgt Jimmy de macht. Op zijn overwinningsfeest gooit hij, voor de neus van Manny Horvitz die hem op de zenuwen werkt, een brutale Doyle een tiental meter naar beneden in de volle zaal bij Babette. Nucky wil graag dat Margarets kinderen hem voortaan ‘papa’ noemen in plaats van 'oom'. |
| 9   | Battle of the Century            | 20 november 2011  | 2 december 2012  | Nucky brengt de lijkkist van zijn vader naar diens geboorteland Ierland met als doel de daarin verstopte wapens met de IRA te ruilen voor whisky. Een afrekening binnen de IRA-leiding op het ogenblik van zijn terugkeer naar de Verenigde Staten lijkt de deal alsnog te doen slagen. Terug thuis zal hij worden geconfronteerd met een allesomvattende dagvaarding van Ester Randolph, die het bed deelt met de aan haar ondergeschikte FBI-agent. Deze agent vertelt Randolph dat hij de begrafenis van Nucky's vader heeft gadegeslagen. Randolph is verrast want ze heeft de toestemming gegeven om de lijkkist te repatriëren. Daarop ontbiedt ze opnieuw Eli die zijn ondergeschikte Halloran in zijn plaats stuurt. Margarets dochter Emily is, verlamd door polio, in het ziekenhuis opgenomen. Jimmy heeft geen bezwaar dat Manny, de slager-gangster uit Philadelphia, door zijn concurrent Waxey Gordon wordt omgebracht. Nadat de aanslag op hem is mislukt vindt Manny een luciferdoosje van “The Boardwalk” in de zakken van zijn door hem vermoorde aanrander. Chalky White bereidt op de achtergrond een staking in het toeristenseizoen voor en gebruikt daartoe zijn belager van toen hij in de cel zat. De aflevering eindigt met het gevecht van Jack Dempsey in Jersey City. |
| 10  | Georgia Peaches                  | 27 november 2011  | 9 december 2012  | Nucky laat massa’s Ierse whisky naar Atlantic City brengen. Tegelijkertijd probeert Jimmy gestolen medicinale overheidsalcohol te dealen. Nucky ontslaat zijn advocaat die zijn proces tot een federale zaak maakte. Hij wil toch liever in Atlantic City berecht worden en huurt voor dat doel de advocaat van Arnold Rothstein in. Jimmy krijgt kritiek van zijn geldschieters omdat hij de staking van Chalky niet kan breken. De knuppels van de ingehuurde stakingbrekers hebben weinig effect. De toekijkende hulp-sheriff Halloran wordt in elkaar geslagen. Jimmy probeert Chalky tegemoet te komen maar ze gaan zonder oplossing uit elkaar. Ester Randolph ondervraagt Van Alden over de dood van Hans Schroeder, de gewelddadige ex van Margaret. Van Alden is ervan overtuigd dat Nucky achter de moord zit. Randolph probeert de moord in de schoenen van hulpsheriff Halloran en sheriff Eli Thompson van Atlantic City te schuiven om zo Nucky klem te zetten. Een wraaklustige Manny Horvitz dringt Jimmy's huis binnen en vermoordt eerst Jimmy's vrouw. Daarna schiet hij op de persoon die op het punt staat uit de douche te stappen. Verbijsterd stelt Manny vast dat hij niet Jimmy heeft doodgeschoten maar een vrouw, de schrijfster die Angela op het strand had ontmoet en die ondertussen haar minnares was geworden. Margaret wendt zich door middel van giften tot de kerk om hulp af te smeken voor haar invalide geworden dochter Emily.                  |
| 11  | Under God's Power She Flourishes | 4 december 2011   | 16 december 2012 | Nucky en zijn advocaat worden beluisterd door een toevallig aanwezige bediende, die zegt dat hij destijds getuige was van de criminele doopplechtigheid van Nelson van Alden. Geconfronteerd met de dopende dominee in het postkantoor van Atlantic City, verlaat Nelson schietend het pand om de stad voorgoed te verlaten. Margaret probeert de genezing van Emily te kopen bij de kerk. Onder invloed van de hem als monster verstrekte heroine, reist Jimmy terug naar Princeton 1916. De beelden komen terug uit het verleden. De avond dat Angela aankondigde dat hij vader werd en zijn moeder het bed hernieuwd met hem deelde. Terug ìn Atlantic City maakt Jimmy ruzie met zijn moeder over hun incest. Zijn vader schiet haar te hulp en wordt in een worsteling gedood. |
| 12  | To the Lost                      | 11 december 2011  | 23 december 2012 | Jimmy verscheurt het laatste testament van zijn vader, die alles nalaat aan de inmiddels gevluchte moordzuchtige verzorgster Louanne. Hij levert Chalky de drie overvallers van zijn mannen en 20.000 dollar voor de getroffen gezinnen: de staking stopt. Nucky laat zijn opvolger Neary via Jimmy zogenaamd zelfmoord plegen en door zijn huwelijk met Margaret staat Esther Randolph met bijna lege handen bij de rechtbank. De rechter waarschuwt voor het “ne bis in idem" en haar zaak wordt ingetrokken. Nucky bezoekt Eli en stelt hem voor een korte gevangenisstraf te accepteren, tijdens welke hij voor zijn grote gezin zal zorgen. In de stromende regen wachten Manny en Nucky Jimmy op die tot zijn opluchting wordt doodgeschoten door Nucky. Zijn echte dood had hij al beleefd in de loopgraven van de Eerste Wereldoorlog. Terwijl Nucky met zijn oude zakenvrienden feest viert op een stuk land waar een staatsweg doorheen gaat lopen, schenkt Margaret deze haar toevertrouwde eigendomsakte aan haar plaatselijke parochiekerk. |

## Seizoen 3
| Nr. | Titel aflevering   | Uitzenddatum VS   | Samenvatting |
| --- | ------------------ | ----------------- | --- |
| 1   | Resolution         | 16 september 2012 | Nucky geeft met Margaret haar hulp een spectaculair afscheidsfeest voor het jaar 1922 in Egyptische stijl in de Ritz. Eddy Cantor is de belangrijkste artiest. Veel belangrijke zakenpartners zijn aanwezig als Nucky vijf voor 12 aankondigt in 1923 slechts alcohol te verhandelen via Arnold Rothstein. De nieuwe gangster uit New York Gyp Rosetti beledigt uit frustratie het hele gezelschap. Na het spetterende feest nemen Nucky en Margaret verbitterd afscheid. Onderweg naar Atlantic City had Gyp onderweg een behulpzame passant zonder duidelijke reden neergeknald. Nucky schoot op oudejaarsdag persoonlijk een vastgebonden dief dood en wil zijn handlanger laten liquideren. Al Capone wil voor middernacht een gangster uit noord Chicago in zijn bloemenzaak ombrengen, maar wordt doeltreffend gestoord door de nu strijkijzers verkopende Nelson van Alden. Richard probeert de opvoeding over te nemen van Jimmy zijn zoon, maar oma legt uit dat haar kleinzoon Tommy nu toch echt haar zoon is, nadat zijn moeder en vader kort na elkaar zijn overleden. |
| 2   | Spaghetti & Coffee | 23 september 2012 | Eli, voorheen 9 jaar sheriff in Atlantic City, komt na 16 maanden vrij uit de gevangenis en moet onderaan beginnen in de dranksmokkel van zijn broer Nucky. Gyp ligt op de loer in Tabor Heights New Jersey, vlak bij de stad New York, waarheen 8 vrachtwagens onderweg zijn voor Rothstein. Er ontstaat een patstelling ter plaatse en Nucky is onbereikbaar aan het stoeien met zijn nieuwe stoeipoes Billie Kent. Margaret haar belangstelling voor de hygiënische toestanden in het ziekenhuis wordt gedwarsboomd door artsen en patiënten. Chalky probeert met alle macht zijn dochter te laten trouwen met een keurige medicijnstudent, die ze aanvankelijk zelf ook aanbad. |
| 3   | Bone for Tuna      | 30 september 2012 | Nucky krijgt tegen zijn zin een hoge onderscheiding vanwege zijn vrijgevigheid van de katholieke kerk. Gyp wordt door Nucky uit Tabor Heights gepraat. Hij krijgt een uitnodiging voor het duurste hotel van Atlantic City en een maand alcohol voor de terugweg. Gyp heeft een gesprek met Gillian over zaken en liquidaties. In Chicago wordt Nelson gearresteerd door zijn FBI-collega’s bij een overval op een alcoholgelegenheid. Een wantrouwende collega laat hem gaan voor een paar dollar, omdat hij hem als plaatsgenoot herkent en niet als voortvluchtige collega. Richard komt Nucky opzoeken en deelt mee Manny te hebben omgelegd wegens zijn aandeel in de moord op Angela. Hij zegt dat Nucky en Margaret veilig zijn. Desgevraagd bekent hij Nucky 63 personen te hebben vermoord. Gyp is niet blij met de boodschap ‘’Bona fortuna” van Nucky. Als de sheriff van Tabor Heights hem op de terugweg hetzelfde wenst, spuit hij de man onder de benzine. Vervolgens laat hij de gezagsdrager afbranden. In New York zijn problemen met de distributie van heroïne. Nucky gaat naar dezelfde stad, op zoek naar Billie Kent. Hij is dolblij haar levend aan te treffen |
| 4   | Blue Bell Boy      | 7 oktober 2012    | Nucky en Owen vinden hun gestolen drank terug in een vrijstaand pand. Ze besluiten de hun bekende dief op te wachten en nemen in plaats daarvan een jonge handlanger gevangen. Als de FBI uit Philadelphia het pand binnenvalt, moeten ze zich 24 uur verstoppen in de kelder. Na afloop is de drank weg en Nucky schiet de jongen dood. Inmiddels is Nucky uren onbereikbaar geweest en verloopt alles zoals Eli gevreesd had. Ondanks strikte orders van Nucky besluit Mickey het dranktransport toch via Tabor Heights te zenden, op uitdrukkelijk verzoek van afnemer Rothstein. Gyp Rosetti had de vorige sheriff al af laten branden en heeft zijn deputy, de nieuwe sheriff, in zijn zak. Het transport wordt neergemaaid in een hinderlaag. Al Capone slaat een collega gangster dood in een bar uit frustratie. Zijn zoontje wordt gepest op de dovenschool. Al zingt een liedje op zijn gitaar voor zijn zoon als afscheid van deze episode. |
| 5   | You'd Be Suprised  | 14 oktober 2012   | Gyp Rosetti is te zien in een Sm-spel met een beroepsdame. Nucky en Arnold Rothstein bespreken de situatie in Tabor Heights waar Gyp de scepter zwaait. Gillian heeft financiële problemen met haar bordeel, zolang Jimmy niet officieel is doodverklaard. Een senaatscommissie die de handhaving van de drooglegging onderzoekt wordt door de minister van Financiën Andrew W. Mellon fijntjes gewezen op de corruptie en onbekwaamheid van zijn collega Harry M. Daugherty, de minister van Justitie. Nucky zet met behulp van Chalky Eddie Cantor met succes onder druk om Billie Kent te redden van een dreigende flop. Margaret, Nucky en Billie hebben een ongemakkelijke ontmoeting in de bekendste modewinkel van de Boardwalk. Nelson en zijn kinderoppas Sigrid, inmiddels zijn levensgezellin, vermoorden samen een lastige bezoeker. De dame van de Sm-service redt Gyp bij een moordaanslag, door zich in de baan van het schot te werpen. Vier doden, maar Gyp blijft in leven met zijn hondenband om de nek.. |
| 6   | Ging Gang Goolie   | 21 oktober 2012   | Nucky proeft de sfeer in Washington D.C. in een poging de minister van Justitie af te laten zetten. Hij wordt gearresteerd met een halve liter drank en veroordeeld tot 5 dollar boete, het standaard tarief volgens de rechter. Hij maakt tijdens dit ultrakorte proces opnieuw kennis met openbare aanklager Ester Randolph. Laatstgenoemde stemt ermee in een hapje te gaan eten. Eli en Mickey nemen poolshoogte in Tabor Heights. Richard raakt bevriend met een oudere veteraan en zijn dochter, Julia. Gillian neemt een jonge minnaar, wie ze "James" noemt. Na een brand in de plantenkas keert Owen terug als beveiliger bij Margaret en wordt door haar midden in de nacht als minnaar de plantenkas ingeloodst. Billie Kent is in New York de stoeipoes van Nucky. |
| 7   | Sunday Best        | 28 oktober 2012   | Zondag 1 april vieren de hoofdpersonen Pasen. Nucky gaat met Margaret en de twee kinderen naar het huis van Eli. Het wordt een gezellige dag en terug thuis deelt Nucky Eli per telefoon mee dat hij gepromoveerd wordt. Hij mag samen met Mickey het pakhuis gaan beheren. Richard neemt Tommy mee naar Julia Sagorsky en haar vader met een PTSS. Dat loopt niet lekker en de drie ontvluchten het huis. Gillian nodigt haar jonge minnaar “Jimmy” uit Indiana thuis uit en verdrinkt hem gedrogeerd met heroïne in het bad. Zo kan ze beter accepteren dat haar zoon Jimmy echt dood is. Gyp moet zich de blaren van de tong praten om in de gunst te blijven bij zijn baas Joe Masseria. Er komt een totale oorlog tegen Arnold Rothstein en Nucky Thompson. |
| 8   | The Pony           | 4 november 2012   | Gillian laat haar jongste verovering uit Indiana, Roger, na zijn dood werkelijk doorgaan voor haar zoon Jimmy. Ze komt ermee weg en Nucky komt haar condoleren en tevens zijn opgekropte woede ventileren. Lucky Luciano wordt door Gillian buiten het bordeel gezet met een laatste cheque van 4500 dollar. Nucky krijgt een unieke kans de minister van Financiën, Andrew Mellon in New York een voorstel te doen. Hij wordt met veel reserve aangehoord en moet vervolgens ijlings de chique club verlaten. Nelson wordt gesard op zijn werk en neemt finaal wraak met zijn demonstratie-strijkijzer op zijn kwelgeest. Terug thuis blijkt de Noorse Sigrid een bekwame whisky stookster en ze besluiten de overproductie zelf te verkopen. Nucky en Billie twisten over hun relatie waarbij Nucky een toevallig aanwezige filmster er genadeloos van langs geeft. Margaret probeert voor een kennis en haarzelf een pessarium te bemachtigen. Ze gaat met Owen op zoek naar een pony voor haar dochter. Gillian verstrekt de langskomende Gyp een kanskaart. Bij Babette dineren die avond Nucky, Lucky Luciano en Arnold Rothstein. Terwijl de drie heren een hun onwelgevallige kennis ontmoeten op de Boardwalk voor Babette, vindt er een enorme explosie plaats. |
| 9   | The Milkmaid's Lot | 11 november 2012  | Nucky ligt enigszins verward met een hersenschudding in de Ritz. Slachtoffer Billie wordt herdacht op Broadway. Margaret en Owen spreken af samen te ontsnappen, maar eerst moet Emmy haar verjaardag zonder pony worden gevierd. George Remus wordt vernederend thuis gearresteerd voor overtreding van de drooglegging. Richard neemt zijn Julia mee naar een dansavond van de veteranen, hetgeen resulteert in een Tommy die het werk van zijn oppas invalkracht in het bordeel moet aanschouwen. Joe Masseria komt het koninkrijkje van Gyp in Tabor Heights inspecteren. In de Ritz laten de concurrenten van Joe bij monde van Arnold Rothstein Nucky in de steek. Hij staat er alleen voor. |
| 10  | A Man, A Plan...   | 18 november 2012  | Op een strandfeest in Atlantic City spoelen tientallen flessen whisky aan. De badgasten doen er hun voordeel mee maar noordelijker in Tabor Heights vaart Gyp Rosetti uit tegen zijn ondergeschikten die deze lading drank verspeelden. Nucky stuurt Owen naar New York met de opdracht Joe Masseria om te brengen. De naaste medewerker van de minister van Justitie pleegt in het nauw gebracht zelfmoord. Nelson doet zaken in het gebied van Al Capone, hetgeen hem op een persoonlijk gesprek met Al komt te staan. Luciano en Lansky bieden zich aan aan Joe Massaria en lichten hem in over de komende aanslag in zijn Turkse badhuis. Margaret onthult Owen dat ze zijn kind verwacht. Chalky wil graag op de plaats van Babette een eigen nachtclub beginnen, maar Nucky zegt eerst andere zaken te willen regelen. Nucky krijgt de dode Owen een dag later in een houten kist verpakt thuisbezorgd in Atlantic City. Gyp besluit een ingegraven ondergeschikte door verdrinking op het strand van Tabor Heights te laten sterven, maar neemt uitgedaagd de bijl ter hand voor een snelle en gewelddadiger dood. |
| 11  | Two Imposters      | 25 november 2012  | Gyp neemt met zijn mannen uit Tabor Height Atlantic City in. De eerste poging Nucky te vermoorden wordt door Nucky en Eddie afgeslagen. Laatstgenoemde raakt echter zwaar gewond. Nucky kan alleen nog naar Chalky White vluchten. Zijn aanstaande schoonzoon, student medicijnen, verwijdert onder primitieve omstandigheden onder alcoholverdoving de kogel in Eddie zijn buik. Ondertussen komt Gyp zich voorstellen aan Chalky en belooft 25.000 dollar voor Nucky. Gillian haar Artemis Club wordt het hoofdkwartier van Rosetti. Ze ergert zich aan zijn ongemanierde mannen, maar verhindert Roger met haar kleinzoon te vluchten. Bij de eerste wegcontrole schieten Chalky, zijn bijrijder en Nucky drie van de mannen van Rosetti dood. Nuckly besluit hierop terug te keren naar zijn timmerfabriek. Hij belooft Chalky als hij terug aan de macht komt zijn nachtclub aan de Boardwalk. Eli brengt Al Capone en zijn leger mee uit Chicago in de komende oorlog om Atlantic City. Na 18 uur rijden wil Al een douche voor hem en zijn mannen. |
| 12  | Margate Sands      | 2 december 2012   | Gyp heeft een volledige oorlog uitgelokt in Atlantic City. Burgemeester Bader stelt na ruim een dozijn doden dat sheriff Keck alles onder controle heeft. Nucky moet met Chalky White en zijn mannen en de huurlingen van Al Capone uit Chicago Atlantic City terug zien te veroveren. Eli en Nucky hebben de grootste moeite hun beide bondgenoten uit elkaar te houden. In New York verraadt Arnold Rothstein Luciano en Meyer aan Joe Masseria. Gillian probeert enige controle over haar bordeel terug te krijgen, door Gyp een Sm-spel voor te stellen. Ze worden op hun hoogtepunt gestoord, omdat de hulptroepen van Joe teruggaan naar New York. Dit vanwege een deal tussen Nucky en Arnold en vervolgens Arnold en Joe. Uiteindelijk heeft Arnold 99% van de alcoholfabriek Overholt. Vervolgens schakelt de rechtmatige eigenaar Ester Randolph in om iedereen daar te arresteren. Joe Masseria trekt zijn manschappen desgevraagd terug uit Atlantic City en gaat met Arnold in de heroïne handel. Luciano en Meyer staan er als 2 geslagen schooljongens bij te kijken. Richard komt gewapenderhand Tommy uit het bordeel halen en schiet op zijn route een dozijn soldaten van Gyp dood, die zelf ternauwernood kan ontsnappen. Al Capone en Chalky White liggen hoog in de heuvels te wachten op het legertje van Joe Massario dat terugrijdt naar New York. Deze overgebleven 15 mannen worden uitgemoord. Richard brengt Tommy onder bij Julia en haar vader. Gyp is op het strand met zijn 3 overgebleven handlangers en wordt door Tonino bij het plassen van achteren overhoopgestoken. Nucky spoort Margaret op in Brooklyn, die hun huwelijk wil beëindigen. Eenzaam loopt Nucky over de Boardwalk, waar hij spaarzaam herkend wordt. Hij werp zijn rode corsage af onder het mom voortaan anoniem in Atlantic City te willen leven. |

## Seizoen 4
| Nr. | Titel aflevering     | Uitzenddatum VS   | Samenvatting |
| --- | -------------------- | ----------------- | ------------ |
| 1   | New York Sour        | 8 september 2013  |              |
| 2   | Resignation          | 15 september 2013 |              |
| 3   | Acres of Diamonds    | 22 september 2013 |              |
| 4   | All In               | 29 september 2013 |              |
| 5   | Erlkönig             | 6 oktober 2013    |              |
| 6   | The North Star       | 13 oktober 2013   |              |
| 7   | William Wilson       | 20 oktober 2013   |              |
| 8   | The Old Ship of Zion | 27 oktober 2013   |              |
| 9   | Marriage and Hunting | 3 november 2013   |              |
| 10  | White Horse Pike     | 10 november 2013  |              |
| 11  | Havre de Grace       | 17 november 2013  |              |
| 12  | Farewell Daddy Blues | 24 november 2013  |              |

## Seizoen 5
| Nr. | Titel aflevering               | Uitzenddatum VS   |
| --- | ------------------------------ | ----------------- |
| 1   | Golden Days for Boys and Girls | 7 september 2014  |
| 2   | The Good Listener              | 14 september 2014 |
| 3   | What Jesus Said                | 21 september 2014 |
| 4   | Cuanto                         | 28 september 2014 |
| 5   | King of Norway                 | 5 oktober 2014    |
| 6   | Devil You Know                 | 12 oktober 2014   |
| 7   | Friendless Child               | 19 oktober 2014   |
| 8   | Eldorado                       | 26 oktober 2014   |